# Osvobození svatého Petra
Osvobození svatého Petra (tal. La Liberazione di San Pietro) je název fresky namalované renesančním umělcem Raffaelem v místnosti zvané Stanza di Eliodoro v Apoštolském paláci ve Vatikánu.
V této sugestivně laděné fresce Raffael vyjevil svou představu příběhu, který zachycují Acts v 12. kapitole, verších 6 - 10:
| „ | 6 V tu noc, kdy Herodes měl dát předvést Petra, spal tento mezi dvěma žoldnéři, svázán dvěma řetězy, a strážníci hlídali vězení přede dveřmi. 7 A hle, zjevil se anděl Páně a světlo ozářilo místnost. (Anděl) udeřil Petra do boku a vzbudil ho: Vstaň, rychle! A okovy spadly mu z rukou. 8 I řekl mu anděl: Opásej se a obuj! Udělal tak. Anděl mluvil (dále): Prohoď si plášť a následuj mne! 9 I vyšel a následoval ho; ale nevěděl, že je to skutečnost, co se děje skrze anděla; myslel si, že vidí vidění. 10 Jak prošli první stráž, i druhou a přišli k železné bráně, která vedla do města, otevřela se jim sama. A když vyšli a prošli první ulicí, anděl hned odstoupil od něho. | “ |

Ze stropu žaláře, před tvář starce přikovaného železnými řetězy mezi dvěma strážci, snesl se v temnotě noci anděl, svým světlem zalévající útroby kobky. Z Petrovy tváře se zrcadlí pochybnosti, zda je to sen, či skutečnost. Stráže, probuzené žárem a hřmotem železných mříží, povzbuzují se při plnění strážních povinností.
Událost se podle Skutků apoštolů odehrála za vlády krále Agrippy I. Velkého, který Petra uvěznil a odsoudil k smrti za šíření křesťanství. Freskou chtěl Julius II. oslavit vysvěcení baziliky San Pietro in Vincoli v roce 1512, svého titulárního kostela, kde jako svatou relikvii uchovávají část Petrových okovů.
Svatý Petr má na fresce portrétní rysy Julia II. Jeho situace jako vězně symbolicky představuje pozici ohrožené církve, kterou anděl jako Boží vyslanec zachraňuje.